# Jean Schorn (1901-1973)
Ne doit pas être confondu avec Jean Schorn.
Jean Schorn, né le 3 mars 1901 à Cologne et mort le 25 février 1973 à Cologne, est un coureur cycliste allemand, professionnel entre 1928 et 1933, un des grands spécialistes allemands de l’américaine.

## Biographie
Il apprend le métier de menuisier, et c’est à 19 ans qu’il commence la pratique du cyclisme. Il fait des débuts assez ternes sur route et un succès sur piste l’incite à se consacrer exclusivement à cette discipline.  
Schorn, qui n’est pas un sprinter de grande classe, possède des qualités remarquables comme homme de train. Il fait longtemps équipe dans les américaines avec le champion allemand Paul Oszmella, et cette alliance des qualités sprint et train leur valut de nombreuses victoires. Schorn remporte plus de cinquante places de premier comme amateur. Il est vainqueur d’un match Belgique-Allemagne et gagnant d’un grand Prix de Stockholm. 
En 1926,  il devient champion d'Allemagne de poursuite par équipe avec l'équipe du RC Adler Köln, composée de lui-même, de Paul Oszmella, Peter Steffes, Mathias Engel, Viktor Rausch (de) et Paul Hanf. 
Quand Oszmella devient professionnel, fin 1926,  Schorn quitte lui aussi les rangs de l’amateurisme. Il connait de nombreux succès en américaine de longue distance et participe à des courses de six jours, Berlin en 1926 avec Oszmella, Dortmund en mars.1927 avec Dedericks, Francfort en 1928 avec Karl Göbel et Saint-Etienne en 1930.

## Palmarès sur route
- 1926
  - 1re Cologne-Münstereifel et retour[6].

## Palmarès sur piste

### Championnat d'Allemagne
- Champion d'Allemagne amateur de poursuite par équipe : 1926

### Six jours
- 1930
  - 2e des Six Jours de Saint-Étienne (avec André Mouton)[1].